# Mărăști, Vrancea
Mărăști este un sat în comuna Răcoasa din județul Vrancea, Moldova, România.